# Агломерации Казахстана
Агломера́ции Казахстана. Республика Казахстан является страной с преимущественно городским населением. На 2020 год в стране определяют пять сформировавшихся и формирующихся агломераций, три из которых первого уровня и два второго.

## Агломерации

### Алматинская агломерация
Крупнейшая в Казахстане агломерация, сформировавшаяся в ещё советский период. На 2015 год общее население агломерации составило 2 460,4 тыс. чел.
Алма-Атинскую агломерацию, помимо города Алматы формируют города спутники —город Талгар, город Есик, село Узынагаш, город Каскелен, село Шамалган, село Жетыген, город Капшагай и другие.

### Шымкентская агломерация
В шымкентской агломерации проживает около 10 % населения Казахстана. В соответствии с программой развития регионов, агломерация обладает наибольшим потенциалом.

### Астанинская агломерация
Столичная агломерация — моноцентрическая городская агломерация, сформировавшаяся вокруг города Астана. Ядром является столица и прилегающие посёлки вокруг города.

### Карагандинская агломерация
В советский период после Алма-Атинской была крупнейшая агломерацией на территории современного Казахстана. Основным ядром агломерации является город Караганда с населением 496701 человек, в городе Темиртау проживает 179 194 человек. В состав агломерации также входят города Сарань (52 051 человек), Шахтинск (37 844 человек) и Абай (28 232 человек).

### Актюбинская агломерация
Планы по превращению города Актобе в современный урбанистический центр были высказаны президентом Казахстана Нурсултаном Назарбаевым в январе 2014 года.
Общая площадь агломерации — 4,8 тыс.км2, где проживает 596,5 тысяч человек или 72,5 % населения области.